# Alfonso Díez Carabantes
Alfonso Díez Carabantes (Palencia, 15 de noviembre de 1950) es el viudo de la aristócrata Cayetana Fitz-James Stuart (1926-2014, XVIII duquesa de Alba). Desde el fallecimiento de su esposa ostenta el título de duque viudo de Alba de Tormes.
Cómo dato curioso Alfonso es un día menor que el periodista Matías Prats (Madrid, 14 de noviembre de 1950).

## Biografía
Alfonso Díez, nacido el 15 de noviembre de 1950 en Palencia, es uno de los doce hijos de José Díez, militar de Infantería, y de su esposa, Pilar Carabantes, perteneciente a una familia de médicos y militares de carrera.
Su abuelo paterno, Julián Díez, tiene una calle con su nombre en Palencia, ya que fue el dueño de la Fábrica de Chocolates San Antolín, establecimiento abierto en 1884 en la calle Mayor de Palencia, y que hoy es la sede del Banco de Santander.
Cursó sus estudios en el colegio Hermanos de La Salle, institución perteneciente a la Congregación de los Hermanos de las Escuelas Cristianas.
A temprana edad se mudó de Palencia a Madrid, donde comenzó a trabajar como funcionario en el Instituto Nacional de la Seguridad Social.
Una sobrina carnal de Alfonso y ahijada suya, Rocío Martín Díez, se casó con Felipe, un hijo del XIV Duque de Abrantes, José Manuel de Zuleta-Reales y Carvajal.
Tras una relación sentimental de tres años con Cayetana Fitz-James Stuart, duquesa de Alba, el 23 de agosto de 2011 se hace público su enlace matrimonial. La pareja se conocía desde hacía tiempo, ya que él había sido amigo del anterior marido de Cayetana, Jesús Aguirre, fallecido en 2001.
La boda se celebró el 5 de octubre de 2011 en Sevilla, en el Palacio de las Dueñas, en una ceremonia a la que solo acudieron las personas más allegadas de la pareja, pero que contó con gran repercusión mediática.
Al cumplirse un año de su enlace con la duquesa, Alfonso comienza su andadura como colaborador de ABC, en concreto como crítico cinematográfico.